# Bassaniana utahensis
Bassaniana utahensis is een spinnensoort in de taxonomische indeling van de krabspinnen (Thomisidae).
Het dier behoort tot het geslacht Bassaniana. De wetenschappelijke naam van de soort werd voor het eerst geldig gepubliceerd in 1932 door Willis J. Gertsch.